# Dámszarvasok
A dámszarvasok (Dama) az emlősök (Mammalia) osztályának párosujjú patások (Artiodactyla) rendjébe, ezen belül a szarvasfélék (Cervidae) családjába és a szarvasformák (Cervinae) alcsaládjába tartozó nem.

## Rendszerezése
A nembe az alábbi 2 élő faj és 2 fosszilis faj tartozik:
- európai dámvad (Dama dama) (Linnaeus, 1758)[1] - típusfaj
- mezopotámiai dámvad (Dama mesopotamica) (Brooke, 1875) - több rendszerező is az európai dámvad alfajának tekinti
- †Dama carburangelensis
- †Dama clactoniana

## Képek

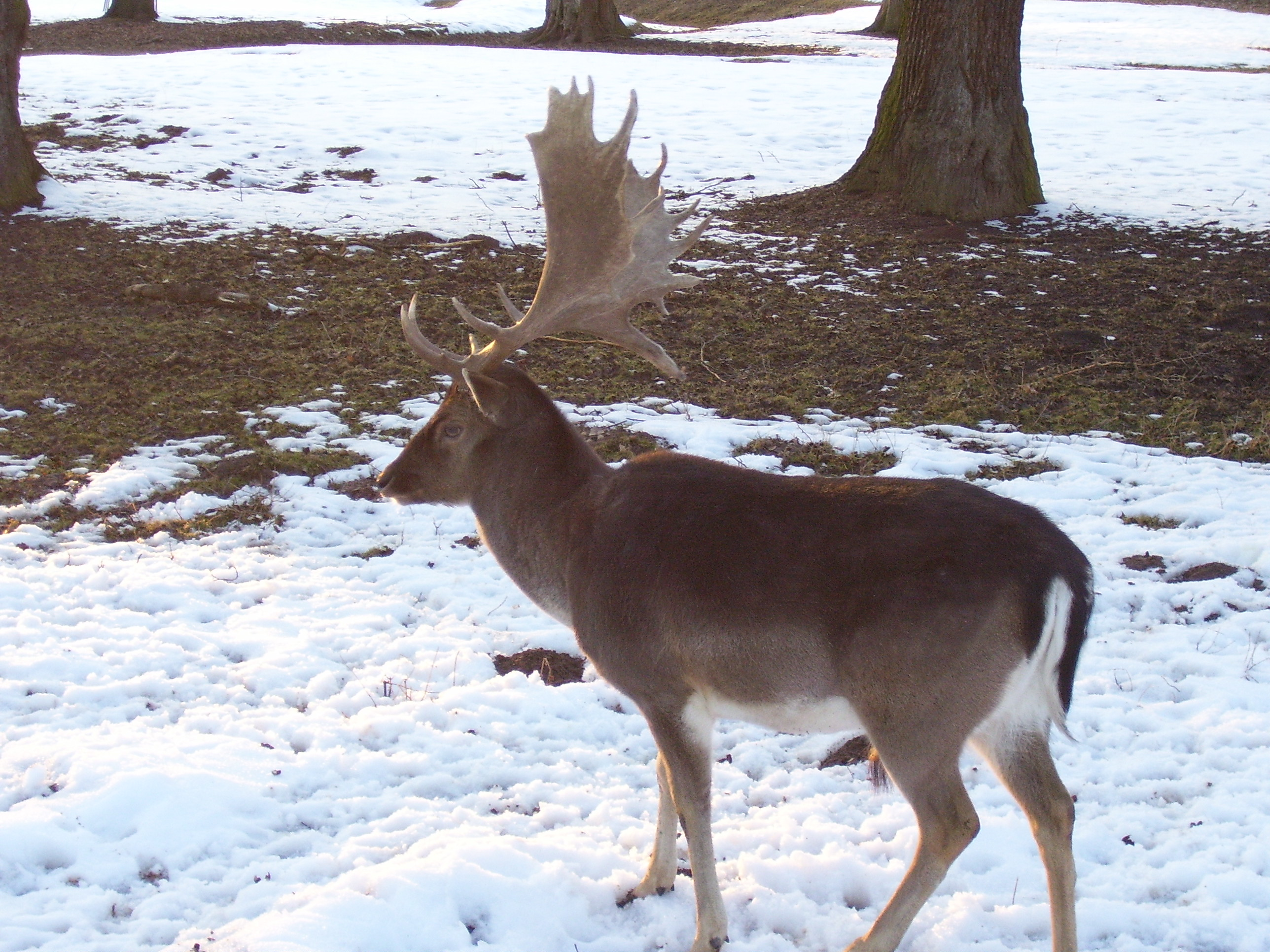
Európai dámvad téli szőrzettel
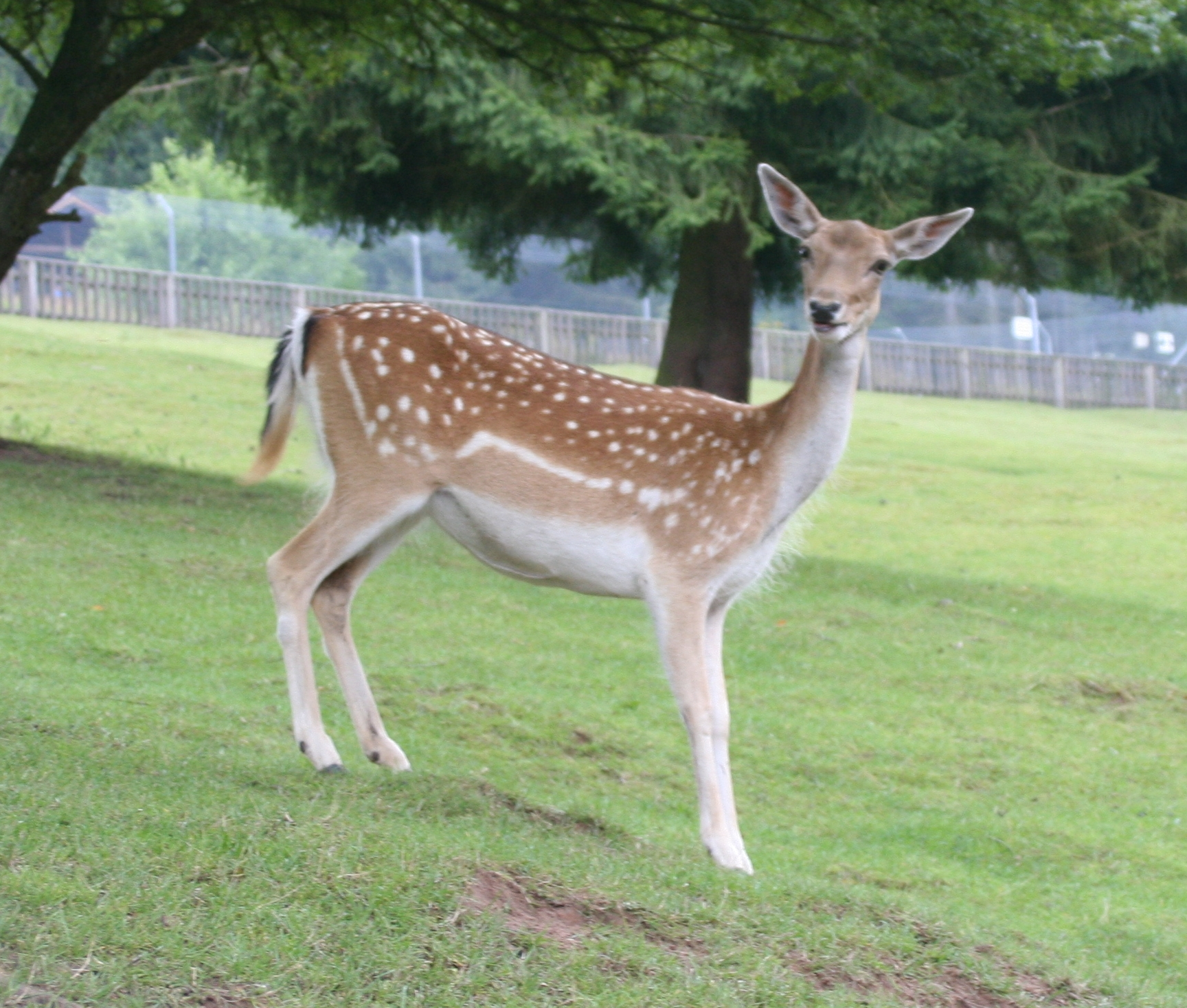
Európai dámvad suta
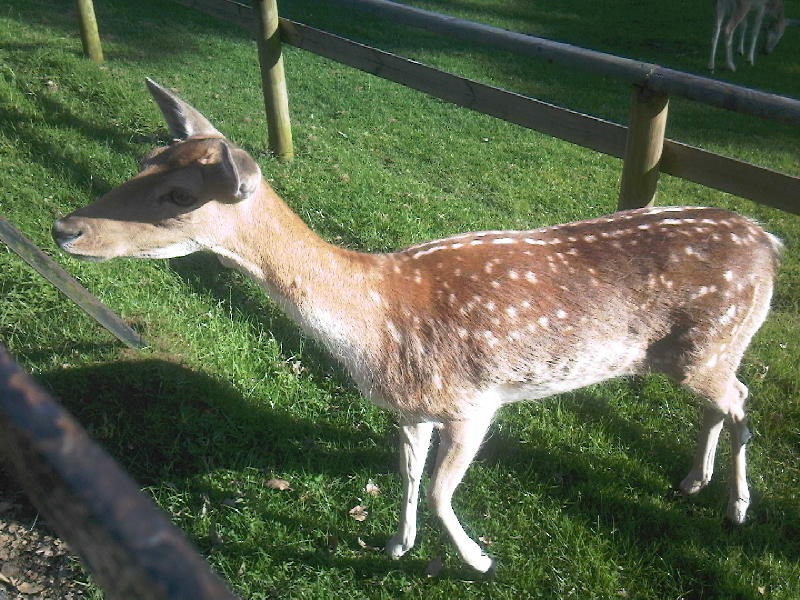
Európai dámvad Hampstead Heath Parkban, Angliában
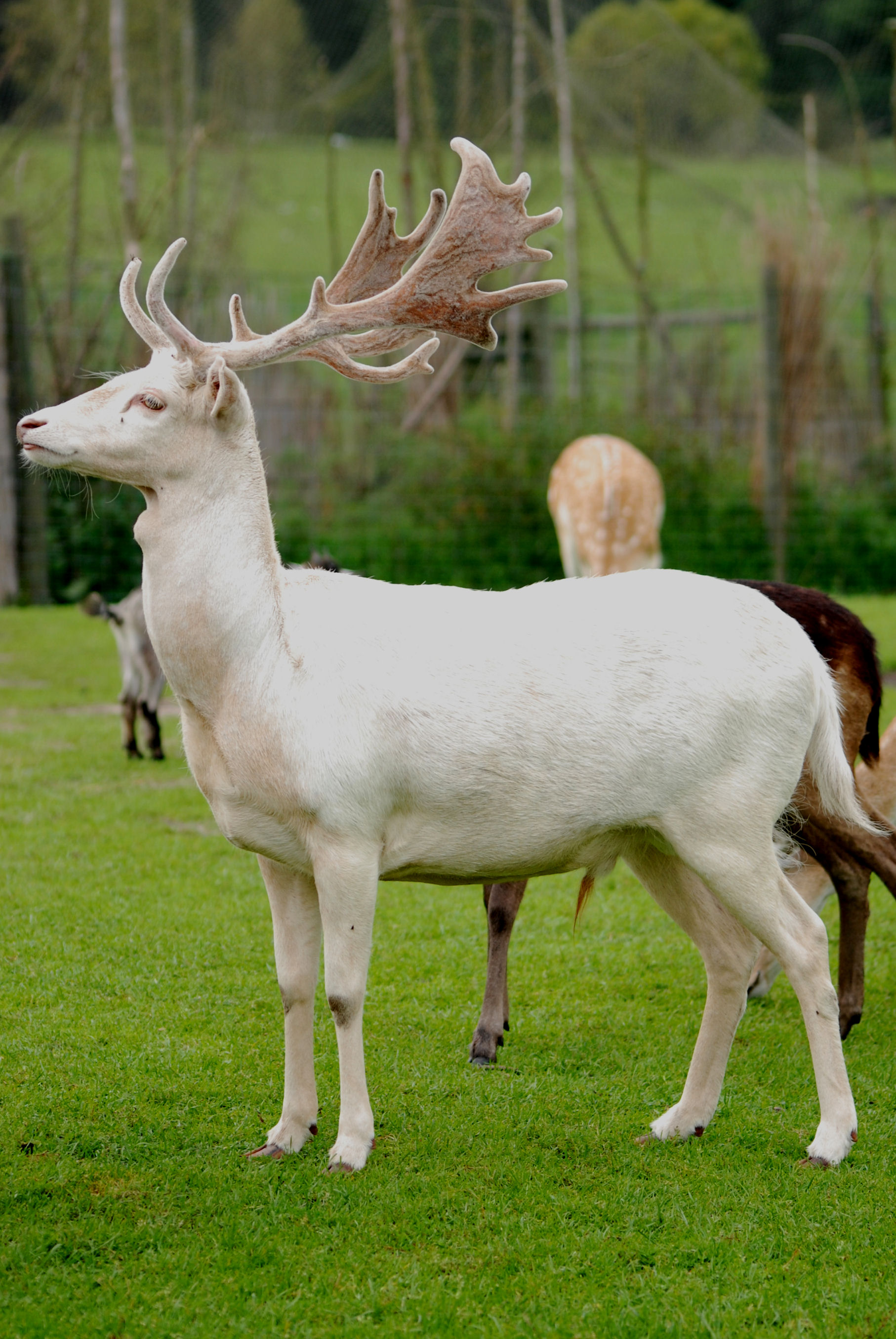
Albínó példány
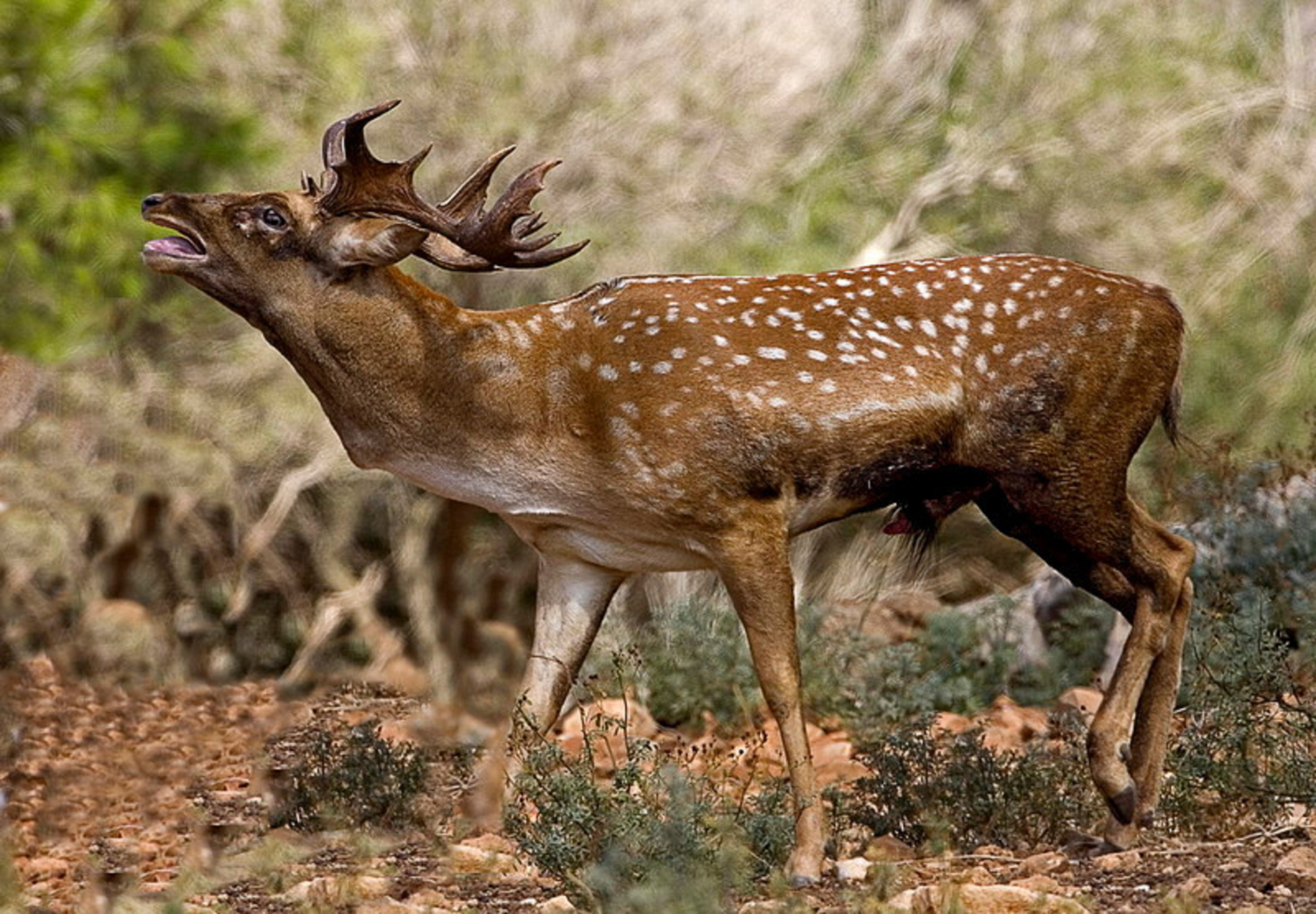
Mezopotámiai dámvad bika